# Al-Jarmuk
Al-Jarmuk (arab. ‏اليرموك‎) – miasto w Syrii, w muhafazie Damaszek-Miasto. W spisie powszechnym z 2004 roku liczyło 137 248 mieszkańców.
Bywa uważane za „obóz uchodźców” lub dzielnicę Damaszku, jednak oficjalnie ma status osobnego miasta w Muhafazie Damaszek-Miasto.

## Historia
Założone w 1957 roku i zamieszkane głównie przez  Palestyńczyków. W mieście działał Ludowy Front Wyzwolenia Palestyny – Główne Dowództwo (PFLP-GC).
Podczas wojny w Syrii miasto Al-Jarmuk zostało zajęte przez terrorystów Państwa Islamskiego (ISIS) i stało się areną ciężkich walk. Syria odzyskała kontrolę nad miastem wiosną 2018 roku.